# Paulnay
Paulnay – miejscowość i gmina we Francji, w Regionie Centralnym, w departamencie Indre.
Według danych na rok 1990 gminę zamieszkiwały 382 osoby, a gęstość zaludnienia wynosiła 10 osób/km² (wśród 1842 gmin Regionu Centralnego Paulnay plasuje się na 769. miejscu pod względem liczby ludności, natomiast pod względem powierzchni na miejscu 197.).